# Ex Auditu
Ex Auditu은 신학 저널이다. 1985년부터 프린스톤 신학교에서 발행한다.